# Nokia X3-02
Nokia X3 Touch and Type (Nokia X3-02) — мобильный телефон, выпускавшийся фирмой Nokia, первое устройство этого производителя, оснащенное сенсорным экраном и стандартной телефонной клавиатурой, а также первый телефон с сенсорным экраном на платформе Series 40.

## Корпус и органы управления
Корпус, выполненный в 5 цветовых решениях (Petrol blue, White silver, Pink, Dark metal, Lilac), пластмассовый с металлической задней крышкой. На передней панели находятся сенсорный экран и телефонная клавиатура, на задней — объектив камеры, на верхней грани — разъём для наушников, зарядного устройства, микро-USB, на правой — кнопка-качелька регулировки громкости, клавиша блокировки.

## Аккумуляторная батарея и время работы
Телефон оснащён батареей BL-4S емкостью 860 мА·ч. Производителем заявлено следующее время работы:
- в режиме разговора: 5,3 ч (2G), 3,5 ч (3G);
- в режиме ожидания: 18 дн. (2G), 16 дн. (3G);
- в режиме воспроизведения музыки — до 25 ч.

## Отзывы в прессе
Телефон получил смешанные отзывы. Среди достоинств назывались небольшие размеры, сенсорный экран, реагирующий на прикосновения предметов, возможность воспроизведения видео в формате MPEG-4, среди недостатков — низкая востребованность на рынке, спорная эргономика, качество изображения на экране.